# Список дипломатических миссий Габона

Список дипломатических миссий Габона — в настоящее время дипломатические представительства Габона находятся в 38 государствах.
Список дипломатических миссий Габона (за исключением почётных консульств):

## Европа
- Бельгия
  - Брюссель (посольство)
- Франция
  - Париж (посольство)
- Германия
  - Берлин (посольство)
- Италия
  - Рим (посольство)
- Россия
  - Москва (посольство)
- Испания
  - Мадрид (посольство)
- Великобритания
  - Лондон (посольство)

## Америка
- Канада
  - Оттава (посольство)
- США
  - Вашингтон (посольство)
- Бразилия
  - Бразилиа (посольство)

## Ближний Восток
- Иран
  - Тегеран (посольство)
- Саудовская Аравия
  - Эр-Рияд (посольство)
- Ливан
  - Бейрут (посольство)
- Израиль
  - Тель-Авив (посольство)

## Африка
- Алжир
  - Алжир (посольство)
- Ангола
  - Луанда (посольство)
- Камерун
  - Яунде (посольство)
- Республика Конго
  - Браззавиль (посольство)
- Кот-д’Ивуар
  - Абиджан (посольство)
- ДР Конго
  - Киншаса (посольство)
- Египет
  - Каир (посольство)
- Экваториальная Гвинея
  - Малабо (посольство)
  - Бата (генеральное консульство)
- Эфиопия
  - Аддис-Абеба (посольство)
- Марокко
  - Рабат (посольство)
- Нигерия
  - Абуджа (посольство)
- Сан-Томе и Принсипи
  - Сан-Томе (посольство)
- Сенегал
  - Дакар (посольство)
- ЮАР
  - Претория (посольство)
- Того
  - Ломе (посольство)

## Азия
- Китай
  - Пекин (посольство)
- Индия
  - Нью-Дели (посольство)
- Япония
  - Токио (посольство)
- Республика Корея
  - Сеул (посольство)

## Международные организации
- Аддис-Абеба (постоянное представительство при Африканском союзе)
- Брюссель (миссия при ЕС)
- Женева (постоянное представительство при ООН и других международных организациях)
- Нью-Йорк (постоянное представительство при ООН)
- Париж (постоянное представительство при ЮНЕСКО)